# Quercus estremadurensis
Quercus estremadurensis — вид дуба родини Fagaceae, що походить із Португалії, Західної Іспанії та Марокко. Вперше його описав Отто Карл Антон Шварц у 1935 році. Його також розглядають як підвид Quercus robur, Q. robur subsp. estremadurensis. Він розміщений у секції Quercus.
Quercus estremadurensis — це переважно листопадне дерево (у зрілому стані рідко напіввічнозелене).